# Linda Trinkaus Zagzebski
Linda Trinkaus Zagzebski (1946) es la presente titular "Kingfisher College Chair" de Filosofía de la Religión y Ética en la Universidad de Oklahoma (EE. UU.). Recibió su primer grado académico en la Universidad de Stanford y su Ph.D. de UCLA (con una disertación sobre "Clases Naturales").
Zagzebski es una pionera en el campo de la epistemología de la virtud (virtue epistemology). En su obra Virtues of the Mind (1996), busca establecer la solución a ciertos problemas de la epistemología moderna a través del desarrollo de una versión aristotélica de la teoría de la virtud y en el curso de ese proyecto dibuja un análisis general de la virtud.
En Divine Motivation Theory (2004) explora profundamente ese esquema en relación con la problemática del encaje entre razón (filosofía), fe y ética.
- Datos: Q4356374